# Ernest Libérati
Ernest Louis Pierre Libérati (Orano, 22 marzo 1908 – 2 giugno 1983) è stato un calciatore francese.

## Carriera
Di origini italiane, Libérati iniziò la sua carriera nell'Amiens. Nel 1932, si trasferì nel Fives, squadra professionistica, e poi nell'Olympique Lillois. Negli anni seguenti vestì le maglie di Sochaux, Valenciennes e infine dell'Olympique Marsiglia.
Disputò il Mondiale 1930 con la Nazionale di calcio della Francia giocando tre partite.